# Heidi Stroh
Heidi Stroh (* 10. Februar 1941 in Jena) ist eine deutsche Schauspielerin.

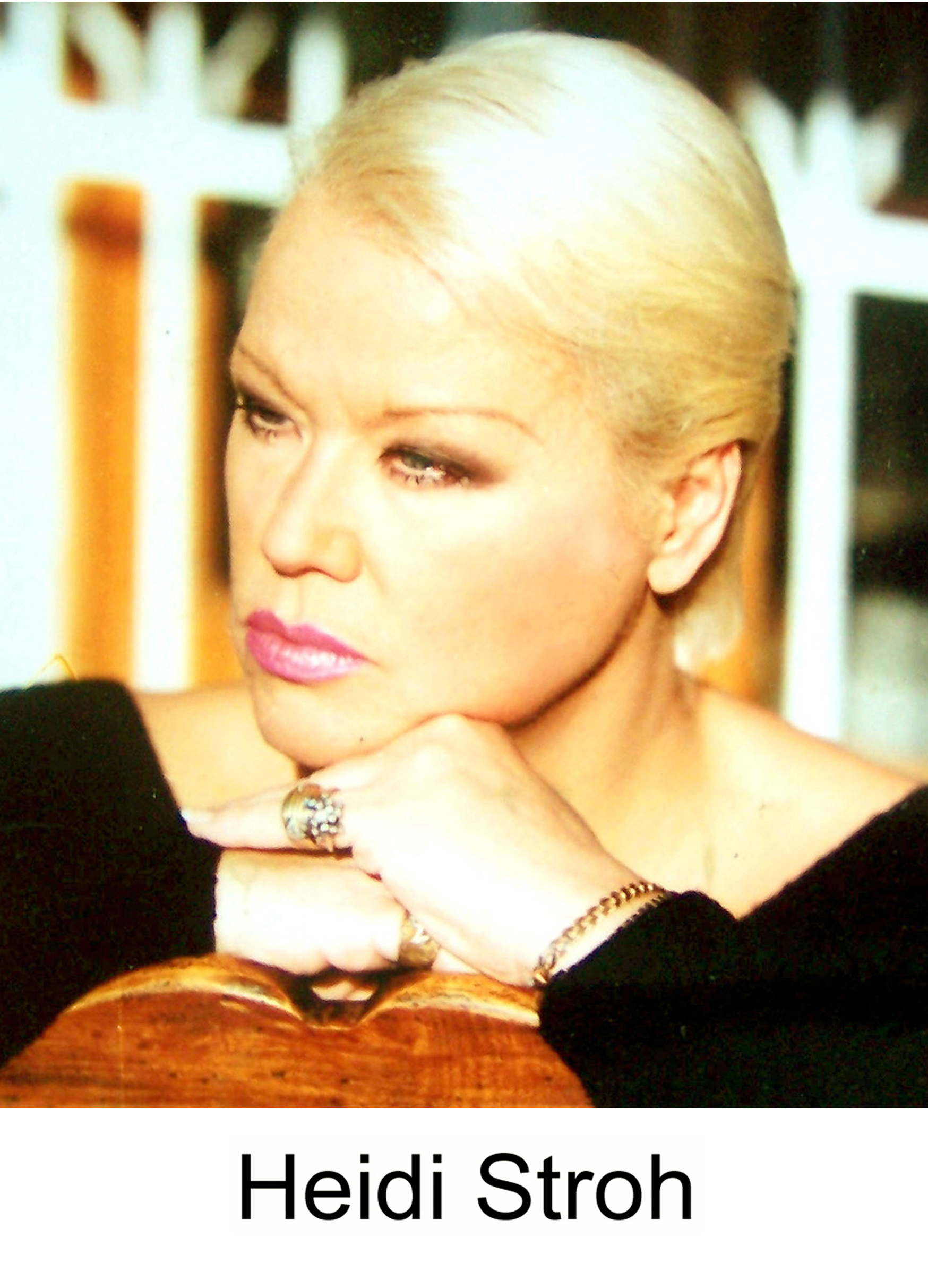

## Leben
Die Tochter eines Tanzlehrers erhielt früh Ballettunterricht, ließ sich zur Zahnarzthelferin ausbilden und arbeitete als Fotomodell und Mannequin. Sie siedelte zu Beginn der sechziger Jahre nach Rom über, wo sie Gesang studierte und 1962/63 am Teatro Sifina sang.
Als blondes Mannequin bekam sie ihren ersten Einsatz beim italienischen Film. 1967 kehrte sie nach Deutschland zurück und konnte sich als Schauspielerin etablieren. Edgar Reitz machte sie zur Hauptdarstellerin in seinem Film Mahlzeiten, wo sie die Fotografin und spätere fünffache Mutter Elisabeth darstellte. Im November 1969 nahm Heidi Stroh ihre erste Schallplatte auf: Schimpf nicht auf die Welt, die auf CBS-Records erschien. 1970 übernahm sie die Rolle der Lena Christ in Hans W. Geissendörfers Fernsehfilm Der Fall Lena Christ. Sie war auch in mehreren Fernsehserien zu sehen. 1974 erschien eine weitere Single auf United Artists Records mit dem Titel Er hat mich geliebt. 1976 folgte eine dritte Single mit der deutschen Version von Peter Sarstedts großem Hit Where do you go to my lovely unter dem Titel Meine Freunde, die sehn nur mein Lachen. Mit keiner ihrer drei Singles kam sie in die Charts. Allerdings erlangte die Single Meine Freunde, die sehn nur mein Lachen einen gewissen Aufmerksamkeitsgrad.
In den 1970er und 1980er Jahren spielte Heidi Stroh in einigen TV-Serien mit, daneben auch im Theater, zum Beispiel an der Komödie Berlin und der Kleinen Komödie München. 1976 gastierte sie bei der Münchner Lach- und Schießgesellschaft. Sie veröffentlichte auch weiterhin einige Schallplatten, auf denen sie als Sängerin zu hören war.

## Filmografie
- 1960: Das Dorf ohne Moral
- 1964: Blutige Seide (Sei donne per l’assassino)
- 1964: Frivole Spiele (Se permettete parliamo di donne)
- 1965: Cadavere a spasso
- 1967: Mahlzeiten
- 1968: Neun Leben hat die Katze
- 1968: Die Söhne
- 1969: Helgalein
- 1970: Die Berufe des Herrn K (Fernsehserie)
- 1970: Der Fall Lena Christ
- 1971: Sparks in Neu-Grönland
- 1971: Der Kommissar Folge 42: Ein rätselhafter Mord
- 1972: Ohne Nachsicht
- 1972: Tatort: Kressin und die Frau des Malers (TV-Reihe)
- 1972: Der Stoff aus dem die Träume sind
- 1972: Marie
- 1972: Jetzt nicht, Liebling
- 1974: Der Kommissar Folge 69: Ein Anteil am Leben
- 1974: Münchner Geschichten
- 1974: Sergeant Berry (Fernsehserie/Folge 4)
- 1976: MitGift
- 1976: Inspektion Lauenstadt (TV-Serie) – Ein Mann aus Hamburg
- 1977: Wie es Gott gefällt
- 1980: Die schönen Wilden von Ibiza
- 1981: Bring’s mir bei, Céline!
- 1983: Die Krimistunde (Fernsehserie, Folge 4, Episode: „Mir gefällt’s in Wilmington“)
- 1985: Die Freitreppe
- 1990: Sekt oder Selters (Fernsehserie)
- 1993: Die zweite Heimat – Chronik einer Jugend – Ansgars Tod